# Phormictopus platus
Phormictopus platus là một loài nhện trong họ Theraphosidae.
Loài này thuộc chi Phormictopus. Phormictopus platus được Ralph Vary Chamberlin miêu tả năm 1917.